# 중동초등학교 (전남)
중동초등학교는 대한민국 전라남도 구례군에 있는 공립 초등학교이다.

## 학교 연혁
- 1936년 5월 9일: 중동 간이학교 개교
- 1946년 4월 5일: 중동국민학교 승격
- 1981년 3월 10일: 중동국민학교 병설유치원 개원(1학급)
- 1996년 3월 1일: 중동초등학교 개칭
- 2019년 9월 1일: 제 27대 윤미숙 교장 부임
- 2020년 1월 9일: 제72회 4명 졸업 (졸업생 총 2,991명)

## 참고 자료
- 중동초등학교 - 한국교육학술정보원 학교알리미